# Тынынбаев, Сартай Какимович
Сартай Какимович Тынынбаев (1933 год, село Тогузак, Федоровский район, Кустанайская область) — передовик сельскохозяйственного производства, тракторист-комбайнёр. Герой Социалистического Труда (1972).

## Биография
Родился в 1935 году в селе Тогузак (сегодня — Фёдоровский район, Костанайская область). После смерти матери в 1948 году жил в семье родственников.
Окончив 4 класса казахской школы, продолжил обучение в русской школе в Чебаркуле Челябинской области.
В 1954 году призван на срочную службу. После возвращения из армии в 1957 году поступил в СПТУ, по окончании которого стал работать с 1958 года трактористом и комбайнёром в колхозе имени Чапаева Фёдоровского района Кустанайской области.
В 1964 году вступил в КПСС. В 1971 году стал одним из инициаторов социалистического соревнования за высокие результаты труда. Вместе с Жансултаном Демеевым выступил с призывом к комбайнёрам Кустанайской области «Ни колоска на стерне, ни зёрнышка в соломе». В 1971 году намолотил 8372 центнера зерновых при плане в 3200 центнеров. В 1972 году намолотил 12166 центнеров зерна с площади 885 га. В этом же году был удостоен звания Героя Социалистического Труда «за большие успехи, достигнутые в увеличении производства и продажи государству зерна, сахарной свеклы, хлопка, других продуктов земледелия, и проявленную трудовую доблесть на уборке урожая».
В 1975 году, окончив заочное отделение Кустанайского сельскохозяйственного института, продолжил работать трактористом в родном колхозе.
Избирался депутатом областного Совета и Верховного Совета Казахской ССР.

## Награды
- Герой Социалистического Труда — указом Президиума Верховного Совета СССР от 13 декабря 1972 года
- Орден Ленина (1972)
- Медаль «За трудовое отличие».